# Водоспад Рейнбоу
Водоспад Рейнбоу (англ. Rainbow Falls) — двадцятисемиметровий водоспад у Новій Зеландії.

## Розташування
Водоспад розташований в красивому регіоні Катлінс на Південному Острові Нової Зеландії.